# Daniella Rosas
Daniella Rosas Vega (* 21. Januar 2002 in Lima) ist eine peruanische Surferin.

## Biografie
Daniella Rosas konnte sich durch einen vierten Platz bei den ISA World Surfing Games 2021 für die im Sommer 2021 ausgetragenen Olympischen Spiele in Tokio qualifizieren. Dort war sie bei der Eröffnungsfeier zusammen mit Lucca Mesinas, der ebenfalls im Surfen antrat, Fahnenträger ihres Landes und belegte im Shortboard den 19. Platz. Seit 2021 startet sie in der World Surf League und wurde 2023 Weltmeister 2023 mit der peruanischen Mannschaft.